# Constituição da República da China
A Constituição da República da China é a constituição atual (quinta versão) da República da China (ROC), formalmente ratificada pelo Kuomintang durante a sessão da Assembleia Nacional Constituinte em 25 de dezembro de 1946, em Nanquim, e adotada em 25 de dezembro de 1947, a constituição, juntamente com os seus artigos adicionais, permanece em vigor apenas nos territórios da República da China. Enquanto na China Continental vigora uma constituiçao alternativa feita pelo Partido Comunista Chinês na República Popular da China.
Destinado a todo o território da República da China, tal como era então constituído, nunca foi implementado de forma extensiva nem eficaz devido à Era dos Senhores da Guerra e o inicio da Guerra Civil Chinesa na China continental no momento da promulgação da constituição. A recém-eleita Assembleia Nacional logo ratificou as Disposições Temporárias contra a Rebelião Comunista em 10 de maio de 1948.
| Data                                        | Localização do governo                          | Intervalo de tempo |
| ------------------------------------------- | ----------------------------------------------- | ------------------ |
| 25 de dezembro de 1947 – 10 de maio de 1948 | Nanquim                                         | 4 meses            |
| 10 de maio de 1948 – 7 de dezembro de 1949  | Nanquim, Kwangchow (Cantão), Chungking, Chengtu | 1 ano e 6 meses    |
| 7 de dezembro de 1949 – 30 de abril de 1991 | Taipei                                          | 41 anos e 4 meses  |
| 1º de maio de 1991 – presente               | Taipei                                          | 33 anos e 10 meses |

Após a retirada do governo para Taiwan em 7 de dezembro de 1949, as Disposições Temporárias, junto da lei marcial, transformaram o país um estado de partido dominante, na chamada politica Dang Guo.
Apesar da constituição, a Redemocratização começou posteriormente em meados da década de 1980. A lei marcial foi suspensa em 1987 e em 1991 as Disposições Temporárias foram revogadas. 
Os Artigos Adicionais da Constituição foram aprovados para refletir a jurisdição real do governo e a realização das relações através do Estreito. Eles também mudaram a estrutura do governo para um sistema semipresidencialista com um parlamento unicameral, que formou a base de uma democracia multipartidária em Taiwan.

## Referencias
1. ↑  Chang, Yun-ping (2 de julho de 2004). «Lee launches constitution campaign». Taipei Times. Consultado em 10 de dezembro de 2008. Cópia arquivada em 7 de agosto de 2020
2. ↑  Ko, Shu-ling (19 de março de 2007). «Group pushes new constitution». Taipei Times. Consultado em 10 de dezembro de 2008. Cópia arquivada em 7 de agosto de 2020